# Grisolles, Tarn-et-Garonne
Grisolles är en kommun i departementet Tarn-et-Garonne i regionen Occitanien i södra Frankrike. Kommunen ligger i kantonen Grisolles som tillhör arrondissementet Montauban. År 2022 hade Grisolles 4 206 invånare.

## Befolkningsutveckling
Antalet invånare i kommunen Grisolles
| Referens: INSEE |

## Monument

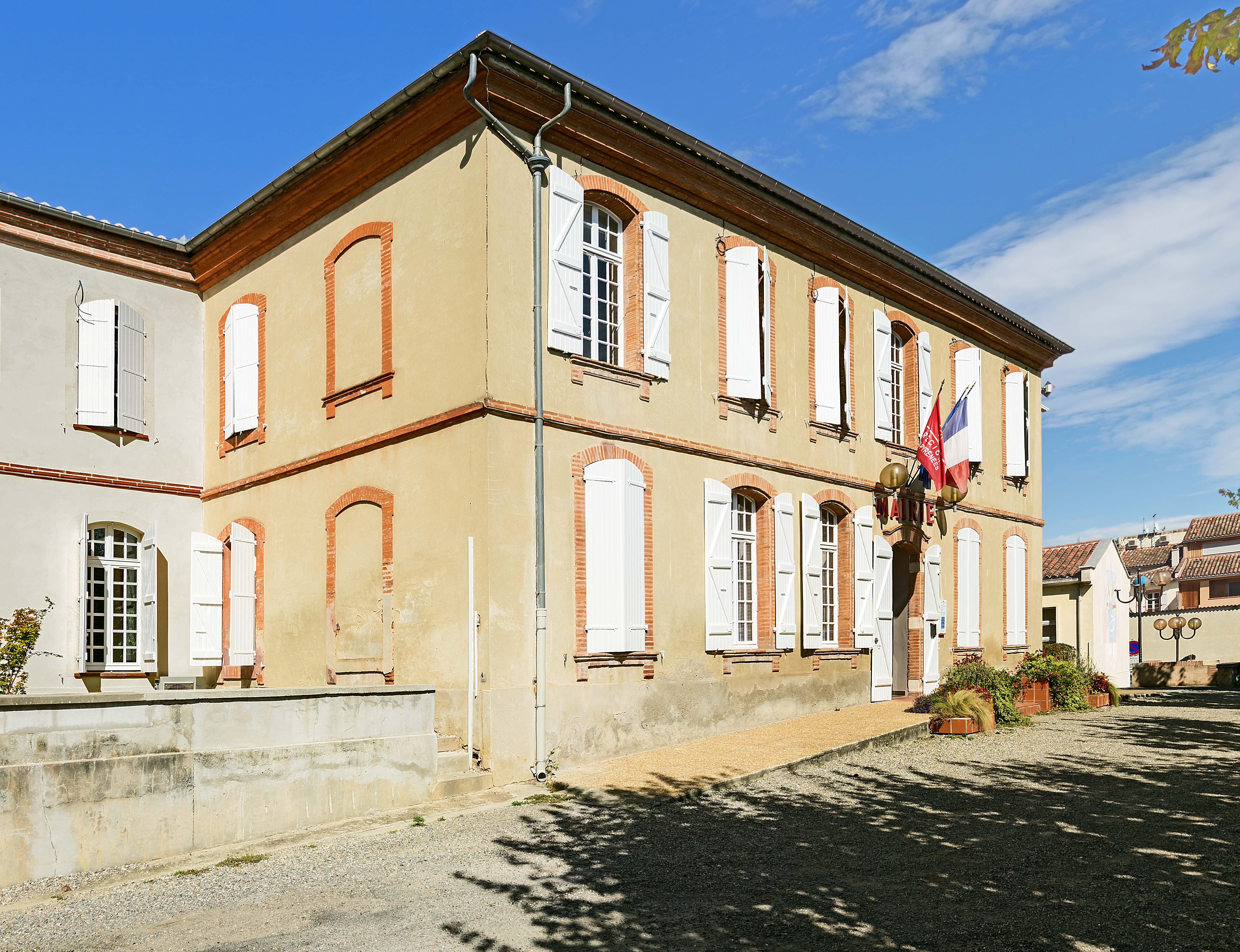
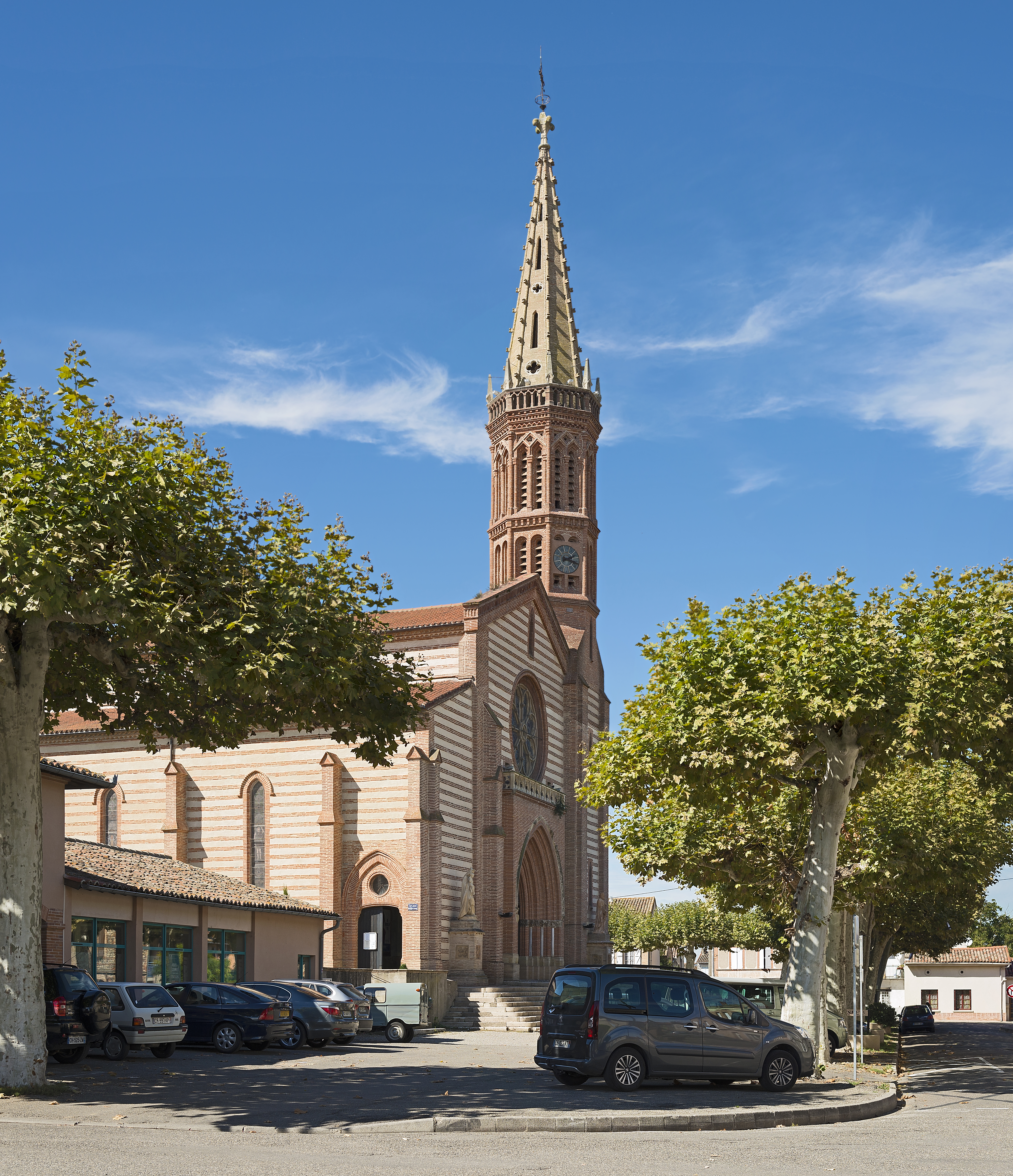
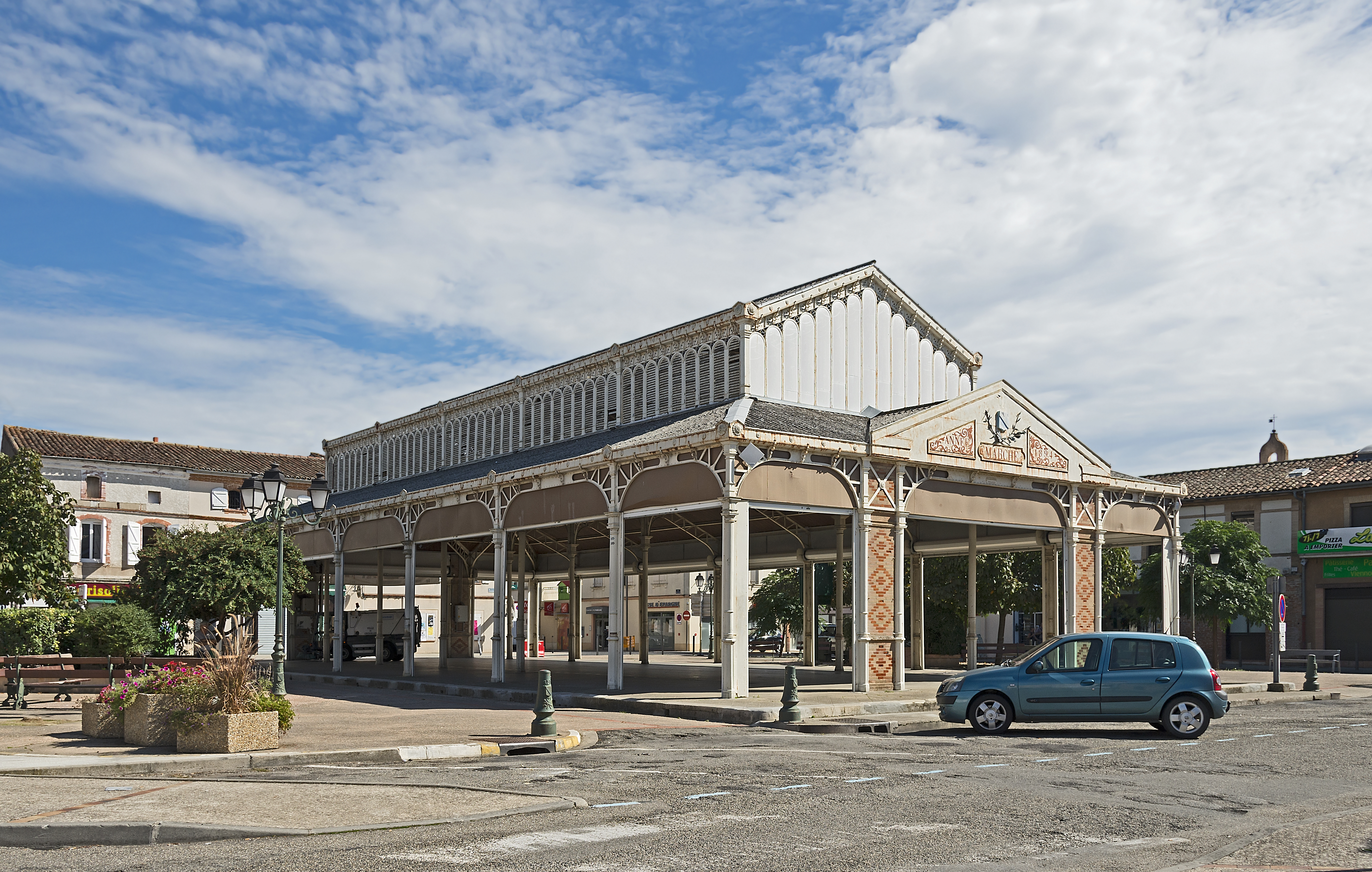
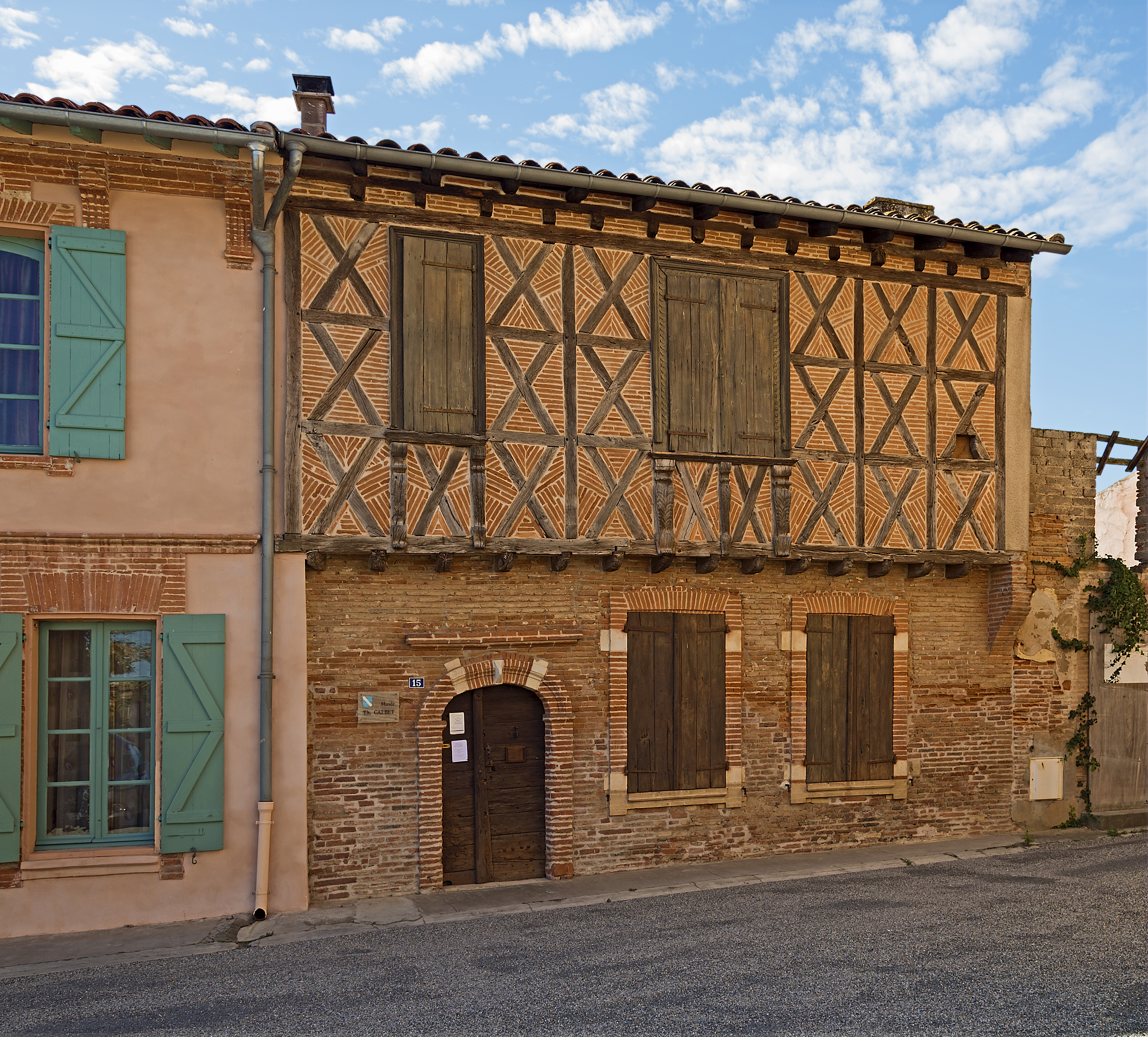